# Csődy Pál
Csődy Pál (1717 körül – 1794. november 15.) szombathelyi nagyprépost.

## Élete
A teológiát Győrben végezte és 1741 körül szentelték pappá. 1748. szeptember 25.-étől dozmati plébános helyettes volt. Azon év októberében ugyanott plébános lett és itt volt 1755. májusig, amikor a körmendi plébániára ment át. 1757. szeptember 22-étől 1764 végéig szombathelyi plébános, kerületi esperes és címzetes kanonok volt; 1764 decemberében valóságos kanonok lett. 1769. február 18.-án Zichy Ferenc gróf győri püspök Vas megye területén püspöki helynökké, általános ügyhallgatóvá és szentszéki elnökké nevezte ki. Midőn Szily püspök 1777. augusztus 19.-i ünnepélyes beiktatására Szombathelyre érkezett, Szentmártonban őt a káptalan nevében Csődy üdvözölte. 1779. április 30.-án nagypréposttá lett és december 12.-én Isten áldásáról címzett apáttá benedikáltatott. Végrendeletében a szombathelyi káptalannak mise fejében ezer forintot, szegény plébánosok részére szintén ezer forintot hagyományozott. Vas vármegye táblabírája és jeles szónok is volt.

## Munkái
- Szükséges lelki harcz és arra Krisztustól bocsátott üdvösséges fegyverek… Szombathelyen 1754. máj. 4. Győr. (Prédikáczió.)
- Hadakozó erő és hatalomnak dicsérete… Győr, 1761. (Szent beszéd.)
- Nagymélt. gróf Batthyányi és Strattmann Lajos… Magyarország palatinusának… halálára példás készülete lerajzolása… a németujvári templomban gyászos beszédével mutatott és hirdetett. 1766. febr. 21. Kalocsa.
- Hármas boldogság, melyel miképen Isten maga szent anyját minden teremtett állati között dicsőítette? Sopron, 1770.
- Lex mortis. Halál törvénye. Gróf Széchényi Zsigmond, ő felsége arany kulcsosa és kapitánya szomorú pompás exequiái alkalmatosságával Sopronban tartott predikáczió. Uo. 1770.
- Cultus altaris. Az az oltári szolgálat és a fölszentelt papoknak a béfödett szentek szente helyén való mindennapi munkálkodások… Nagy Mihály uj misés papnak első áldozattétele alkalmatosságával… Szombathelyt magyarázta húsvét után második vasárnap 1771-ben. Uo.
- Regio longinqua facta est proxima. Az az Magyarország régenten Istentől távol való tartomány, Szent-István első apostoli királynak buzgósága, és apostoli munkái által közel tétetett szent István király napján Váthi szent kútnál serviták templomában 1771-ben. Sopron.
- Mária nevének égi dicsősége és földi haszna, melyet ugyan Mária nevenapján ugyan kis-celli szent helyen hirdetett és prédikállott. 1771. Uo.
- Aerarium sanctum. A mennyei gazdag urnak az Istennek a földi anyaszentegyházban rendeltetett sz. kincstartó helye… prédikállotta Porciuncula napján 1772. Uo.
- Alae duae. Két szárnyak. Az az: Tek. Párisi bács-megyei Theresia asszonynak, néhai t. n. vitézlő rumi és rábó-poroszlói Rumi Lázár úr meghagyott özvegyének… példás jó cselekedeti. Hirdette a Rumi fárás templomban B. Asszony havának 19. napján 1774. Uo.
- A testi és lelki élet külömbözése, melyet húsvét napján tartott egyházi beszédjében értelmesen magyarázott. Szombathely, 1792.
- Papi öröm, melyet főtiszt. Vajda Sámuel sz. Benedek szerzetesbéli tihanyi apátúr papságának 50. esztendeje ünneplésekor hirdetett Szombathelyen Kisasszonyhavának 29. Uo. 1792. (Vajda állítólag 40 esztendeig hust nem evett és bort nem ivott.)
- Az angyali üdvözletről áhitatos elmélkedés és a szentek tiszteletéről… magyarra ford. Uo. 1792.